# 泉守紀
泉 守紀（いずみ しゅき、1898年2月11日 - 1984年10月21日）は、第二次世界大戦中の官選沖縄県・香川県知事。沖縄県知事として、沖縄戦前の住民保護や防衛態勢構築に携わったが、連合国軍上陸前に転任した。

## 来歴
山梨県北都留郡大原村（現・大月市）に教育者泉文作の三男として生まれる。旧制第七高等学校を経て、1923年東京帝国大学法学部を卒業。内務省に入省し、青森県庁への赴任を皮切りに、全国各地の警察畑を歩む。この間に妻となる女性との交際を深めるが、親族の反対で入籍はできず、内縁関係として結婚生活を始めた。
1943年7月、北海道庁内政部長を務めていた泉に、沖縄県知事の辞令が下り、7月26日に赴任した。当初は、従来の知事とは異なって沖縄の文化や歴史を勉強するなど前向きな姿勢で、県民に好評であった。しかし、しばらくすると、便所で豚を飼育する（豚便所）などの日本本土との慣習の違いに苛立つようになり、「沖縄は遅れている」「だから沖縄はダメだ」とこき下ろすようになった。泉は仕事に厳しく、飲酒を慎むよう指導したことなどから、部下の多くからも反発を買っていた。しだいに孤立した泉は、1944年2月頃には転任願望を密かに持つようになり、大蔵省幹部の実兄に宛てて転任工作を依頼する手紙を出している。在任中には出張で沖縄県を留守にすることが多く、在任期間一年半の間に9回の出張をし、三分の一に近い175日間を県外で過ごした。
泉は、地上戦に備えた住民の疎開方針に異論を唱え、さらに軍が求めた慰安所の設置に協力しないなど、軍とも対立を深めていった（詳細は#軍との関係で後述）。なお、県民の疎開機運が低調だった一因として、泉の疎開に対する姿勢が影響したためとも言われる。
1944年10月10日の十・十空襲の際の泉の行動も、批判の対象となった。警備本部や県庁には姿を見せず官舎の防空壕に籠もったままだったという証言がある。10日深夜には、県庁を地下壕の充実した普天間の県中頭地区地方事務所に移す県達を出し、自らも率先して公用車で避難した。空襲に続いて上陸作戦の可能性があると判断したためであった。合理的措置であったとして擁護する見方もあるものの、この行動は結果として戦災復興や行政機能回復に足枷をかけることとなり、県職員の士気は喪失し、県民の間から傲然たる知事批判が巻き起こったとされている。「県庁放棄」との情報は政府中央にも伝わり、問題視された。
1944年末、県内疎開について協議するためとして、泉は東京に出張し、真田穣一郎陸軍軍務局長や各省の局長と交渉したが不調に終わった。沖縄への出発予定前日の1945年1月12日、泉は、山崎巌内務次官から、香川県知事の発令を受ける。後任には大阪府内務部長の島田叡が任命され、1月14日に東京で引き継ぎを行なった。転任工作によって危険な沖縄から逃亡した卑怯なふるまいとして批判を浴びている一方、そのような批判はあたらないとの研究も一部にはある（詳細は#沖縄県知事からの転出についてで後述）。
その後、泉は同年4月21日までの約3ヶ月間、香川県知事を務めた。香川県知事時代には、ラジオで十・十空襲の体験を語ったこともある。知事退任後の6月26日、沖縄戦の事実上の敗北を告げる大本営発表を知ったときには、後任者の島田叡について自分の身代わりになってしまったと哀しむ言葉を日記に書き残している。
戦後は公職追放を経て、「日本交通安全協会」（現・全日本交通安全協会）初代専務理事を務めた。1958年には長年連れ添った内縁の妻を正式に入籍した。1984年10月21日、老衰により死去。86歳没。

## 評伝

### 軍との関係
泉は個人的に軍人に対して好感を持っておらず、沖縄県知事としての職務上も軍としばしば対立していた。
連合軍上陸に備えた住民の避難に関しては、県外疎開の方向性や、沖縄島北部への島内疎開実施に異論を唱えた。軍や政府中央は、住民のうち10万人は県外疎開させ、残りの非戦闘員に関しては1945年2月までに島の北部へと移動させて軍と分離する方針だった。戦闘活動の妨げをなくし、巻き添え被害を避けるための措置であった。泉は、島外疎開すべきは戦闘の足手まといとなる老幼婦女子のみで、原則は住民は軍の補助をすべきとの方針を強調していた。さらに、島内疎開に関しては、島の北部は未開の山地が多く、食糧調達の困難や伝染病の危険が大きいと反対し、軍や内務省などに方針転換を求めていた。一方で、非武装の民間人を軍とともに玉砕させるのは不合理だとも考えていた。泉の香川県知事への転任直前の東京出張の際にも、軍や各省局長との交渉が行われている。しかし、県側としては、適当な代替案を提示できたわけではなく、泉も結局は食糧備蓄の促進を図るほかないとあきらめている。
また、野里洋によると、慰安所の設置に関しても、軍と対立したという。駐留部隊の増加とともに兵士が地元女性に乱暴するなどの事件がおきたため、軍が慰安所の設置協力を求めたのに対し、泉は内地である沖縄にはふさわしくないと拒んだ。軍は、警察に対して別に働きかけて設置を実現している。野里は、泉の態度を、当時としては珍しい気骨のある行政官であると評している。
野里は、十・十空襲の際の泉の行動に対しての批判が政府中央にまで広まったのは、泉を嫌った軍が故意に不利な情報を広めたためではないかとも推測している。
ただし、泉は軍と対立しながらも、戦時体制そのものに対して反対していたわけでもない。娯楽の規制などには積極的であった。欠員が生じた衆議院沖縄選挙区の補欠選挙に際しては、戦時下に選挙は好ましくないとして、大政翼賛会系の候補以外に圧力をかけて立候補を断念させ、無投票当選としている。

### 沖縄県知事からの転出について
泉は、1944年以降、親族や知人の官僚に働きかけて、沖縄県知事からの転出工作を進めていた。そして、最終的に、1945年1月に香川県知事への転任という形で希望が実現している。転出時期が沖縄への連合軍上陸のわずか2ヵ月半前であったことから、地上戦必至の沖縄から命惜しさに逃亡した卑怯な人物という評価が、1950年初版の沖縄タイムス社（編）『鉄の暴風』などにより定説となっている。なお、実際の転任以前にも、1944年8月の本土出張の際などに、そのまま転出して沖縄には帰らないのではないかといった風評が、部下の県職員らの間で噂されていた。当時、知事以外の県の高級職員でも、本土出張にかこつけたり、無断で疎開船に乗船するなどして沖縄を脱出した者が出て問題になっており、懲戒処分になった例もある。
こうした泉の転任が本人の工作の「成果」であるという定説に対しては、以下のような異論もある。
野里洋は、転出工作は事実だが、泉なりに県民の生活や生命を守る職責には取り組んでおり、転任実現も本人の希望が容れられたというより、軍との協力円滑化のための措置であったとの仮説を、著書の『汚名』で提示している。野里は、古井喜実（内務次官）ら元内務省関係者などからの聞き取りを行い、「逃亡行為は懲戒免職に値する行為で、他県の知事に任命されるようなことはありえない」旨の証言を得ている。そして、泉と第三十二軍司令部の不仲は内務省や大本営でも把握されており、本土決戦に向けた体制作りの観点から、軍に協力的な知事との交代が図られた可能性が高いとする。野里は、対立継続の場合には軍が戒厳令を発するおそれがあり、内務省にとっては行政権を確保し続けるためという省益に関わる面もあったと指摘する。転任のタイミングが沖縄戦直前だったことについては、野里の調査によると、すでに知事更迭の方針は早くから内定していたものの、後任が決まらずにずれ込んでいただけであるという。